# Mission sui juris Tokelau
Die Mission sui juris Tokelau (lat.: Missio sui iuris Tokelaunus) ist eine auf der südpazifischen Inselgruppe Tokelau gelegene römisch-katholische Mission sui juris mit Sitz auf dem Atoll Nukunonu. Sie wurde am 26. Juni 1992 vom Erzbistum Samoa-Apia abgetrennt, dem es bis heute als Suffragan untersteht.
Mit einer Größe von 10 km² wird es von einem Diözesanpriester und einem Ordenspriester versorgt. 535 Katholiken (38,5 %) lebten hier 2020 in 2 Pfarreien.

## Apostolische Superiore
- Patrick Edward O’Connor, 26. Juni 1992 – 6. Mai 2011
- Oliver Pugoy Aro MSP, 6. Mai 2011 – 2015
- Alapati Lui Mataeliga, 22. Dezember 2015 – 25. April 2023
- Mosese Vitolio Tui SDB, seit 21. Dezember 2024